# Gao Lin
Gao Lin (en chino: 郜林; pinyin: Gào Lín; Zhengzhou, Henan 14 de febrero de 1986) es un futbolista chino que juega en la demarcación de delantero para el Shenzhen FC de la Superliga China.

## Selección nacional
Tras jugar con la selección de fútbol sub-20 de China y con la sub-23, finalmente hizo su debut con la selección absoluta el 31 de julio de 2005 en un encuentro del Campeonato de Fútbol del Este de Asia 2005 contra Corea del Sur que finalizó con un resultado de empate a uno tras los goles de Kim Jin-kyu para Corea del Sur, y de Sun Xiang para China. Además ha disputado el Campeonato de Fútbol del Este de Asia 2010, la Copa Asiática 2011, el Campeonato de Fútbol del Este de Asia 2013, la Copa Asiática 2015, el Campeonato de Fútbol del Este de Asia 2015, y la Copa Asiática 2019, además de la clasificación para el mundial de 2010, 2014 y 2018, y los Juegos Olímpicos de Pekín 2008.

### Participaciones en Juegos Olímpicos
| Mundial                        | Sede  | Resultado      | Partidos | Goles |
| ------------------------------ | ----- | -------------- | -------- | ----- |
| Juegos Olímpicos de Pekín 2008 | China | Fase de grupos | 3        | 0     |

## Clubes
| Club                       | País  | Año           | Partidos | Goles |
| -------------------------- | ----- | ------------- | -------- | ----- |
| Shanghái Greenland Shenhua | China | 2005-2009     | 85       | 20    |
| Guangzhou Evergrande FC    | China | 2010-2020     | 369      | 113   |
| Shenzhen FC                | China | 2020-presente | 17       | 6     |